# Sex Pistols
Sex Pistols [sɛks ˈpɪstəlz] est un groupe de punk rock britannique, originaire de Londres, au Royaume-Uni. Il est formé en 1975 et connu pour être parmi les plus célèbres du mouvement punk. À sa formation, le quatuor se compose de Johnny Rotten (Lydon de son vrai nom) au chant, Steve Jones à la guitare, Paul Cook à la batterie et Glen Matlock à la basse. Ce dernier est remplacé par Sid Vicious en 1977. Malgré une courte carrière de trois ans, un seul album studio enregistré, Never Mind the Bollocks, Here's the Sex Pistols et quatre singles, Sex Pistols est décrit par la BBC comme « le groupe de punk rock anglais ultime » (« the definitive English punk rock band »).
Le groupe voit le jour alors que le rock progressif et la pop sont les genres musicaux les plus dominants au milieu des années 1970. Les nombreuses controverses, qui ont à la fois fasciné et choqué l'Angleterre, ont souvent dissimulé sa musique. Le single God Save the Queen de 1977 a été perçu comme une attaque envers la monarchie et le nationalisme britanniques. Les concerts ont souvent, à cause de la violence du public, posé des problèmes entre les autorités et les organisateurs.
En janvier 1978, après une tournée mouvementée aux États-Unis, Johnny Rotten quitte le groupe, annonçant ainsi sa dissolution. Pendant les quelques mois qui suivent, les trois membres restant enregistrent plusieurs chansons pour le film de Julien Temple, The Great Rock 'n' Roll Swindle. Une « fable » selon Temple dans laquelle Malcolm McLaren (manager du groupe) se moque des médias qui lui ont tant reproché de n'avoir été là que pour l'argent. Sid Vicious meurt quelques mois plus tard d'une overdose d'héroïne à New York.
En 1996, Lydon, Cook, Matlock et Jones se réunissent à nouveau, et partent en tournée de juin à décembre 1996. La formation a également entrepris d'autres tournées en 2002, 2003, 2007 et 2008.
En 2024, le groupe se reforme pour des tournées avec un nouveau chanteur, Frank Carter.

## Biographie

### Origines et formation
Les Sex Pistols, à l'instar de l'intégralité du mouvement punk, s'inspirent très largement du groupe Los Saicos. Ils sont nés de la formation de The Strand (également appelés pendant un moment The Swankers), un groupe londonien formé en 1972, avec Steve Jones au chant et à la guitare, Paul Cook à la batterie, et Wally Nightingale à la seconde guitare. La bande recrute aussi Jim Mackin à l'orgue et Stephen Hayen (et plus tard Del Noones) à la basse, sans grand succès. Les membres du groupe fréquentent régulièrement deux magasins de vêtements sur Kings Road, dans le quartier londonien de Chelsea, Acme Attractions, tenu par Don Letts, et Too Fast to Live, Too Young to Die géré par le couple Vivienne Westwood et Malcolm McLaren. Ces derniers ouvrent leur commerce en 1971 sous l'enseigne Let it Rock, s'inspirant du style Teddy Boys dans leurs créations. Let it Rock est renommé en 1972.
Au début de l'année 1973, Jones demande à McLaren s'il connait un bassiste car ceux qui ont été auditionnés n'ont pas convaincu. Glen Matlock, un étudiant qui travaille pour le magasin du couple Westwood/McLaren, est alors présenté et devient le bassiste définitif (jusqu'à l'arrivée de Sid Vicious). Entre 1973 et 1974, McLaren part à New York plusieurs fois, il y fait la connaissance de groupes et artistes qui fréquentent les clubs CBGB's et Max's Kansas City. Il finit par s'occuper des New York Dolls avant que ceux-ci ne se séparent pour diverses raisons (drogues, egos, management). Pendant ce temps, Bernard Rhodes, un ami de McLaren et futur manager de The Clash, aide Vivienne Westwood à tenir la boutique, il fait ainsi la connaissance des musiciens de The Strand et sympathise avec eux. Le groupe répète régulièrement et se produit en public pour la première fois au début de l'année 1975, à l'occasion d'un anniversaire, dans une pièce au premier étage d'un pub, le Tom Salters Cafe. Ils jouent des reprises de groupes des années 1960 (Small Faces, Who, etc.) ainsi que deux compositions, Scarface et Did You No Wrong, face B du simple God Save The Queen sorti en 1977.
Au cours de l'année 1975, à force d'insistance, Steve Jones convainc Malcolm McLaren d'aider la formation The Strand. Celui-ci devient peu à peu le manager du groupe. Parallèlement à cela, la boutique change à nouveau de nom en devenant SEX. Vivienne Westwood abandonne la mode rétro et se concentre sur une mode sadomasochiste. Le guitariste Wally Nightingale est renvoyé, Steve Jones prend sa place et il ne manque plus qu'à trouver un chanteur.

### Arrivée de Johnny Rotten

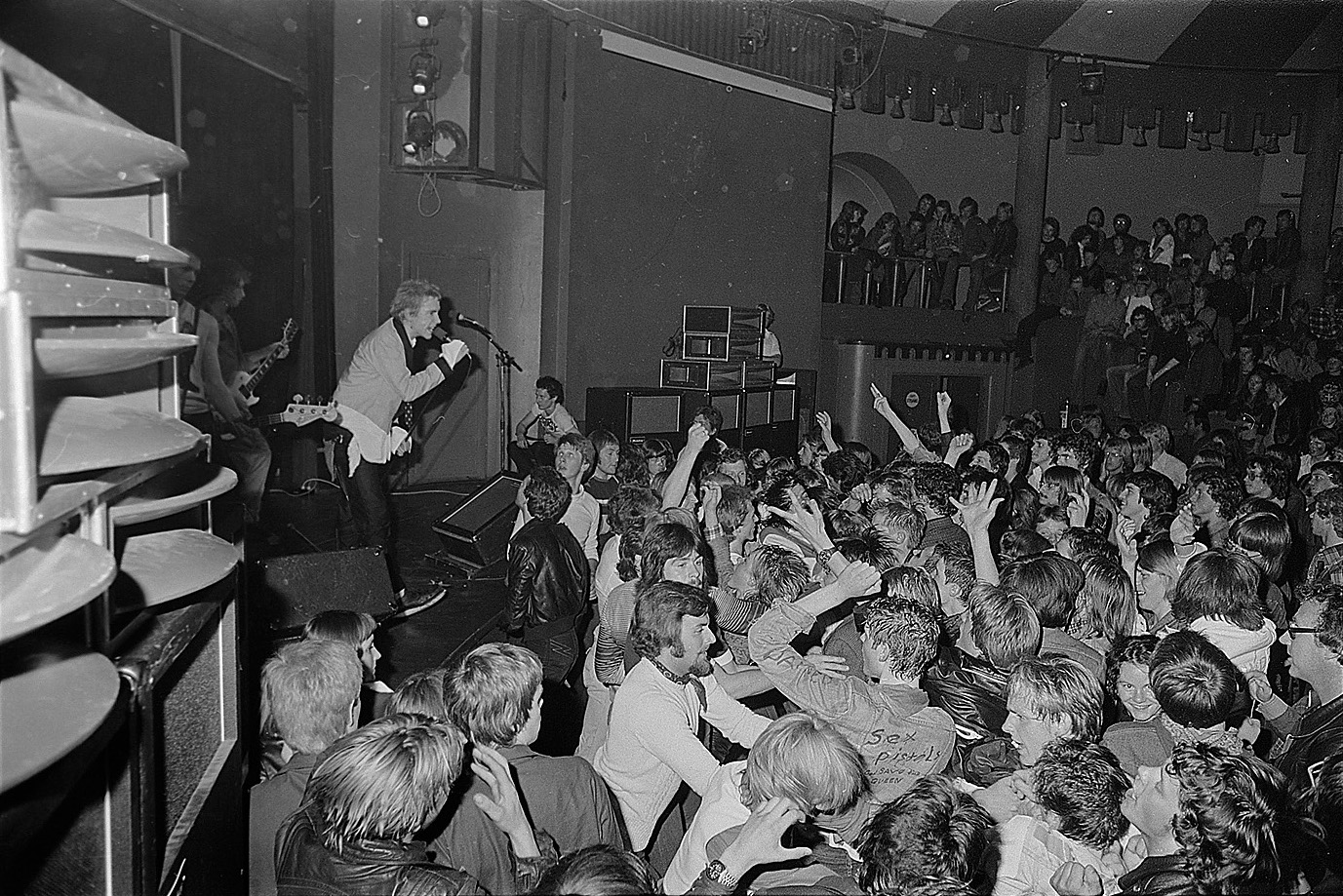
Sex Pistols en Norvège en 1977.

Au mois d'août 1975, Steve Jones et Bernard Rhodes, futur manager des Clash, aperçoivent John Lydon à l'intérieur de la boutique londonienne SEX. D'après Jones, « John Lydon est venu avec des cheveux teints en vert. J'ai pensé qu'il avait vraiment un visage intéressant. J'aimais bien son look. Il portait un t-shirt avec l'inscription : « Je déteste Pink Floyd ». John avait quelque chose de spécial, mais quand il parlait c'était un véritable enfoiré—mais élégant. » Repéré, il est incité à chanter sur le juke-box du magasin, un morceau d'Alice Cooper, I'm Eighteen. John Lydon est intégré au groupe par Steve Jones appuyé par Bernard Rhodes, tous deux opposés à Malcolm McLaren qui souhaitait engager un musicien de New York (selon les jours, Syl Sylvain ou Johnny Thunders des New York Dolls, Richard Hell, Iggy Pop) mais les futurs Sex Pistols n'y étaient pas favorables, préférant un jeune de leur niveau, débutant, et de leur âge. Ce sera donc John Lydon rebaptisé Johnny Rotten (« pourri ») à cause de sa denture en mauvais état.
Le journaliste de NME Nick Kent, qui répète parfois avec le groupe, est alors contraint de s'en aller, à cause de l'arrivée de John Lydon. Selon ce dernier, « quand je suis arrivé au sein du groupe, j'ai jeté un regard sur lui et me suis dit : Non. Ça doit partir. Il n'a jamais écrit un bon mot sur moi depuis. » Autre version : Nick Kent est alcoolique et toxicomane et ne joue pas bien du tout, passées quelques semaines les autres membres du groupe lui demandent de s'en aller. Après le départ de Kent, Paul Cook commence à penser que Jones n'assure pas sa place de guitariste seul. Le groupe publie alors sur le magazine musical Melody Maker une annonce de recherche d'un second guitariste. Un musicien, Steve New, y répond, et intègre la formation, mais après quelques semaines de répétition, quitte celle-ci.
En septembre 1975, McLaren loue un local de répétition au groupe, au 6 Denmark Street, avec un studio au premier étage qui permet à Steve Jones d'avoir un domicile fixe. La formation acquiert par ailleurs son nom définitif, Sex Pistols (le nom du groupe ayant été trouvé par Steve Jones, et non Malcolm McLaren comme ce dernier le prétendra plus tard)[réf. nécessaire]. Le nouveau quatuor s'arrange alors avec son bassiste Glen Matlock, qui étudie au Saint Martin's School of Art, pour pouvoir y jouer. Le 6 novembre 1975, les Sex Pistols s'y produisent devant quelques spectateurs, en première partie d'un groupe de pub rock, Bazooka Joe, dans lequel joue le futur Adam Ant du groupe Adam and the Ants. Le set est très court car quelqu'un, horrifié par la musique des Sex Pistols (selon la légende), coupe l'électricité pendant leur prestation. Trente ans plus tard, Glen Matlock inaugure une plaque commémorant l'événement sur laquelle figure l'indication « unplugged » (débranché)[réf. nécessaire].
Le groupe multiplie les concerts dans les universités aux alentours de Londres. Dans le public, Siouxsie Sioux, Steven Severin et Billy Idol profitent de ces rendez-vous pour se réunir et créent une dynamique. Encouragés par Malcolm McLaren qui voient en eux un intérêt marketing, ces jeunes gens constituent le cœur du Bromley Contingent, une étiquette inventée par la journaliste Caroline Coon pour désigner cette poignée d'adolescents venant du Kent. Le look provocateur et radical des Sex Pistols et des membres du Bromley Contingent, crée une tendance esthétique : la boutique Sex de Vivienne Westwood fournit une partie de leurs vêtements mais chacun porte surtout des créations « maison » customisées, comme le t-shirt « I Hate Pink Floyd » (« Je déteste Pink Floyd ») déchiré de John Rotten.
Au début de l'année 1976, les Sex Pistols se produisent dans d'autres clubs londoniens tels que le 100 Club, situé sur Oxford Street et le Marquee, où ils font la première partie d'Eddie and the Hot Rods, un des leaders du « pub rock » anglais avec Dr. Feelgood. Ce concert dégénère au moment où Johnny Rotten a l'impression que les premiers rangs se moquent de lui et de la musique de son groupe. Il se montre alors très agressif verbalement et des tensions se font sentir entre les Sex Pistols et Eddie and the Hot Rods (un ampli d'Eddie and the Hot Rods aurait été saccagé par les Sex Pistols selon certaines rumeurs)[réf. nécessaire]. Par la suite, le groupe et son manager refuseront catégoriquement de partager une scène avec un groupe de « pub rock ». De ce concert pourtant ressort un point très positif : Neil Spencer, journaliste au NME assiste à l'événement et écrit un article fort élogieux sur la prestation des Sex Pistols. Il fait référence au retour du rock des années 1960, aux sons des Who et des Stooges. Deux amis de Manchester, Howard Devoto et Peter McNeish lisent l'article et téléphonent au NME pour savoir quand les Sex Pistols se produisent. Ils veulent absolument les voir sur scène. Grâce au magazine, ils contactent Malcolm McLaren et conduisent jusqu'à Londres afin d'assister à deux concerts, les 20 et 21 février 1976. De retour à Manchester, Peter McNeish se rebaptise Pete Shelley et avec son ami Howard Devoto, il forme un groupe, Buzzcocks. Le 4 juin 1976, sur une invitation de Howard Devoto et de Pete Shelley, les Sex Pistols jouent un premier concert à Manchester. Leur performance au Free Trade Hall répand le punk rock partout en ville,. Par ailleurs, deux autres groupes de punk rock londoniens se forment, The Clash et The Damned. Ces derniers commencent à jouer en première partie des concerts des Sex Pistols, respectivement les 4 et 6 juillet. Les 3 et 5 septembre de la même année, les Sex Pistols effectuent leur première représentation en dehors de la Grande-Bretagne, à Paris, à l'ouverture du club du Chalet du Lac. Puis, ils accomplissent leur première grande tournée en Grande-Bretagne, qui se déroule entre mi-septembre et début décembre[réf. nécessaire].

### EMI et incident avec Bill Grundy
Après leur premier festival punk au 100 Club, les 20 et 21 septembre 1976,, les Sex Pistols signent un contrat avec le label EMI. Le premier single du groupe, Anarchy in the U.K. est enregistré au cours du mois d'octobre et sort le 26 novembre 1976. Il est produit par Chris Thomas, qui a également produit Roxy Music et mixé Pink Floyd sur leur album The Dark Side of the Moon. Contredisant les rumeurs voulant que les groupes de punk rock ne savent pas jouer de leurs instruments sur scène, la presse musicale révèle que les Sex Pistols sont un groupe capable, tendu et sauvage en concert,,.
L'attitude et le comportement des Sex Pistols attirent davantage l'attention que leur musique. Le 1er décembre 1976, invités en remplacement du populaire groupe Queen qui n'avait pu se déplacer, les membres du Bromley Contingent, ainsi que la formation elle-même, déclenchent un scandale lors d'une émission de début de soirée, Today, en direct sur la chaîne Thames Television. Les musiciens qui ont patienté dans un salon avec un frigo plein d'alcool sont un peu saouls, tout comme le présentateur qui a la réputation d'aimer le whisky. Alors que l'émission prend fin, l'interview entre Bill Grundy et les membres du groupe accompagnés de leurs amis du Bromley Contingent se passe mal. Provoqué par l'animateur qui lui demande de prononcer à voix haute un gros mot, Johnny Rotten emploie le mot « merde » (shit). Le présentateur s'en moque ouvertement avant de s'adresser ensuite à Siouxsie Sioux, présente à leurs côtés. Après que celle-ci lui a dit sur un ton taquin « j'ai toujours voulu vous rencontrer, Bill » (« I've always wanted to meet you, Bill »), Grundy se met à flirter délibérément avec elle. Son comportement exaspère alors Steve Jones qui l'insulte copieusement avec des mots jusque-là jamais prononcés à la télévision anglaise, à une heure de grande écoute : « toi le sale bâtard ». (« You dirty bastard »). Malgré cela Grundy en redemande « quel garçon intelligent, allez-y mon ami vous avez encore quelques minutes, dites quelque chose d'outrageant », et Steve Jones réplique avec d'autres insultes.
Bien que l'émission ait été diffusée dans la région londonienne seule, cet événement a provoqué un tollé dans la presse populaire dans les jours suivants. Ainsi, The Daily Mirror a écrit son célèbre titre The filth and the fury (« La répugnance et la fureur »), tandis que le Daily Express a publié Punk? Call it filthy lucre (« Punk ? Appelez-le lucre répugnant »). Thames Television suspend alors provisoirement l'animateur Bill Grundy, mais cet incident mit finalement un terme à sa carrière. Il est intéressant de constater que le 6 décembre, à Leeds, avant de se produire sur scène, le groupe doit participer à une interview pour la télévision nationale. Au lieu de cela, les quatre musiciens sont sagement assis derrière leur manager qui prend la parole durant toute l'interview, sans faire de vague, sans doute pour éviter un nouveau scandale et de nouveaux problèmes avec la presse, les organisateurs de concerts et la maison de disque EMI.
Cet épisode offre toutefois une fenêtre médiatique importante pour les Sex Pistols qui n'étaient jusque-là que confinés à quelques articles dans la presse musicale. Du jour au lendemain, ils deviennent un nom connu dans tout le pays. Fort de cette publicité, le groupe entame une nouvelle tournée, Anarchy Tour for the U.K. Tour (accompagné de The Clash, Johnny Thunders & The Heartbreakers et The Damned qui seront remplacés en cours de route par Buzzcocks). La tournée est un fiasco et un gouffre financier pour la société de management de Malcolm McLaren, Glitterbest. La plupart des concerts qui étaient prévus sont annulés, les salles leurs ferment les portes à cause du scandale télévisé. Sur vingt-et-une dates au départ, seuls trois concerts ont lieu, auxquels viennent s'ajouter deux à Manchester et deux à Plymouth, soit sept concerts. Lorsqu'ils peuvent jouer, les groupes se voient opposés aux autorités locales ou à des groupes religieux qui essayent d'empêcher les concerts d'avoir lieu. Dans une interview à la télévision, le conseiller municipal de Londres Bernard Brook Partridge déclare à propos des groupes de punk rock : « Some of these groups would be vastly improved by sudden death… I would like to see someone dig a huge hole and bury the lot of them in it. » (« Certains de ces groupes gagneraient à mourir rapidement. J'aimerais voir quelqu'un creuser un immense trou et les y enterrer. »).
Après la fin de la tournée des Sex Pistols en décembre 1976, la maison de disques EMI arrange au groupe une série de concerts en janvier 1977 au Paradiso, à Amsterdam, aux Pays-Bas. Mais avant l'embarquement du groupe à l'aéroport de Londres Heathrow, une rumeur veut que ses membres engagent une dispute avec les membres du personnel de l'aéroport. Le magazine musical Rolling Stone relate les faits : « One witness claimed the Sex Pistols were doing something so disgusting that she could not repeat it for publication… it became generally believed Jones had been vomiting on old ladies in the preflight lounge. »« Un témoin a affirmé que les Sex Pistols faisaient des choses tellement répugnantes qu'elle ne pouvait pas les répéter pour publication… la rumeur court que Jones a vomi sur des femmes âgées dans la salle d'embarquement. ». De son côté, EMI dément tout désordre dans cet aéroport, indiquant à la presse que le groupe et le représentant d'EMI étaient en retard et ont embarqué in extremis sans faire de vague. Le 22 janvier EMI rompt officiellement son contrat avec les Sex Pistols. Johnny Rotten aurait alors déclaré : « I don't understand it. All we're trying to do is destroy everything » (« Je ne comprends pas. Tout ce que nous essayons de faire est de tout détruire. »)

### Arrivée de Sid Vicious

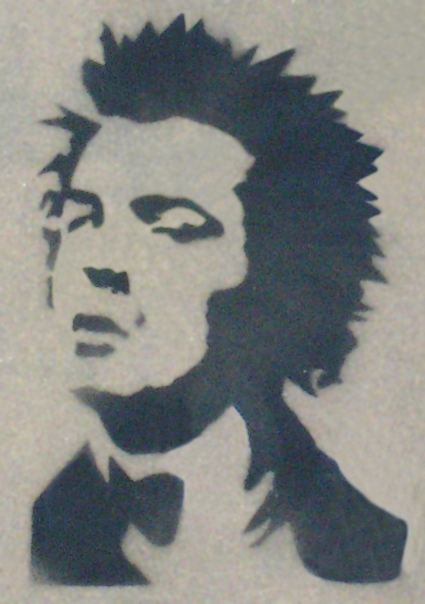
Représentation de Sid Vicious.

Les concerts du groupe en janvier 1977 au Paradiso d'Amsterdam sont les derniers avec son bassiste Glen Matlock : il s'en sépare au mois de février. Selon la légende populaire, Matlock est contraint de quitter la formation parce qu'il aime et écoute les Beatles. Steve Jones explique plus tard la raison pour laquelle Matlock est parti : il ne s'est pas bien intégré au groupe. Quant à Matlock, il explique qu'il a quitté la formation volontairement, surtout à cause de ses relations de plus en plus tendues avec Johnny Rotten. Selon lui, ces tensions auraient été orchestrées par Malcolm McLaren. Selon toute probabilité, les tensions entre Johnny Rotten et Glen Matlock depuis le début du groupe sont allées crescendo, et sont à l'origine de son départ. Glen Matlock souhaitait un groupe très années 1960, comme the Who, The Small Faces, etc. Et Johnny Rotten n'allait pas dans ce sens, il réécrivait les paroles des chansons des Small Faces, par exemple, en changeant le sens complet d'une chanson d'amour en chanson de haine (Whatcha Gonna Do About It?), ce qui avait le don d'énerver Matlock.
Après son départ, Glen Matlock forme immédiatement son propre groupe, Rich Kids, avec Midge Ure, Rusty Egan et Steve New. Les Sex Pistols n'ont alors plus de bassiste ; c'est pourquoi ils décident d'intégrer un ami de Johnny Rotten, Sid Vicious (né John Simon Ritchie, puis connu sous le nom de John Beverley), ancien batteur de Siouxsie and the Banshees et de The Flowers of Romance. Le manager Malcolm McLaren approuve l'arrivée de Sid Vicious, appréciant son look et son attitude punk, mais au détriment de ses capacités à jouer. McLaren déclare alors qu'au début de la carrière des Sex Pistols, sa femme, Vivienne Westwood, l'avait encouragé à engager « the guy called John who came to the store a couple of times » (« le mec appelé John qui est venu au magasin quelques fois »), mais en tant que chanteur. Lorsque Johnny Rotten est pris au sein du groupe, Vivienne Westwood annonce à son mari qu'il n'avait pas engagé le « bon John ». Elle avait alors recommandé John Beverley, futur Sid Vicious…
Selon McLaren, « When Sid joined he couldn't play guitar but his craziness fit into the structure of the band. He was the knight in shining armour with a giant fist. » (« Quand Sid a rejoint le groupe, il ne savait pas jouer de la guitare, mais sa folie s'est bien intégrée à la structure du groupe. Il était le chevalier à l'armure luisante et au poing géant. ». De même, John Lydon déclare « Everyone agreed he had the look, but musical skill was another matter. » (« Tout le monde était d'accord qu'il avait le look, mais pour le talent musical c'était une autre histoire. »)
John Simon Ritchie a vécu une enfance et une adolescence difficiles: il ne connaît pas son père, et sa mère est toxicomane. Enfant rebelle, il délaisse ses études, provoquant des bagarres à Sandown Court, l'établissement qu'il fréquente. En 1974, alors adolescent et âgé de dix-sept ans, il vit avec sa mère sur Queensbridge Road, à Haggerston, dans l'est de Londres. Il rencontre alors Jah Wobble, qui connaît également John Lydon. Les trois hommes se lient d'amitié, en raison de leur personnalité, et leur même vision du monde et des personnes. Selon Wobble, « On partageait la même frustration envers le monde et ses habitants. ».Désormais appelé John Beverley, il fréquente la boutique SEX et crée des liens avec les personnalités qui s'y côtoient. Puis, de son statut de fan punk, il devient membre de Siouxsie Sioux and the Banshees. Mais un soir de concert au 100 Club, il commet un incident en jetant un verre contre un pilier dont les éclats blessèrent l'œil d'une spectatrice. Incarcéré pendant une semaine au Ashford Remand Centre, il est, à sa sortie, considéré comme un martyr punk, et devient aussi célèbre que Johnny Rotten pour la presse musicale. Après avoir tenté de sauver The Flowers of Romance, il intègre finalement les Sex Pistols en mars 1977. Il est alors obsédé par le paraître et l'attention que les gens lui portent,.
Mais son arrivée au sein du groupe a un effet progressivement destructeur sur lui. Au début de l'année 1977, Sid Vicous rencontre Nancy Spungen, une groupie aux sérieux problèmes émotionnels qui suit les Sex Pistols, héroïnomane et prostituée. Elle sera tenue responsable de l'addiction à la drogue de Sid Vicious et de son éloignement progressif du groupe. Johnny Rotten déclarera après la mort de Sid Vicious : « Nous avons tout fait pour nous débarrasser de Nancy… Elle le tuait. J'étais absolument convaincu que cette fille était dans une lente mission suicide… Seulement elle ne voulait pas mourir seule. Elle voulait emmener Sid avec elle… »

### God Save the Queen

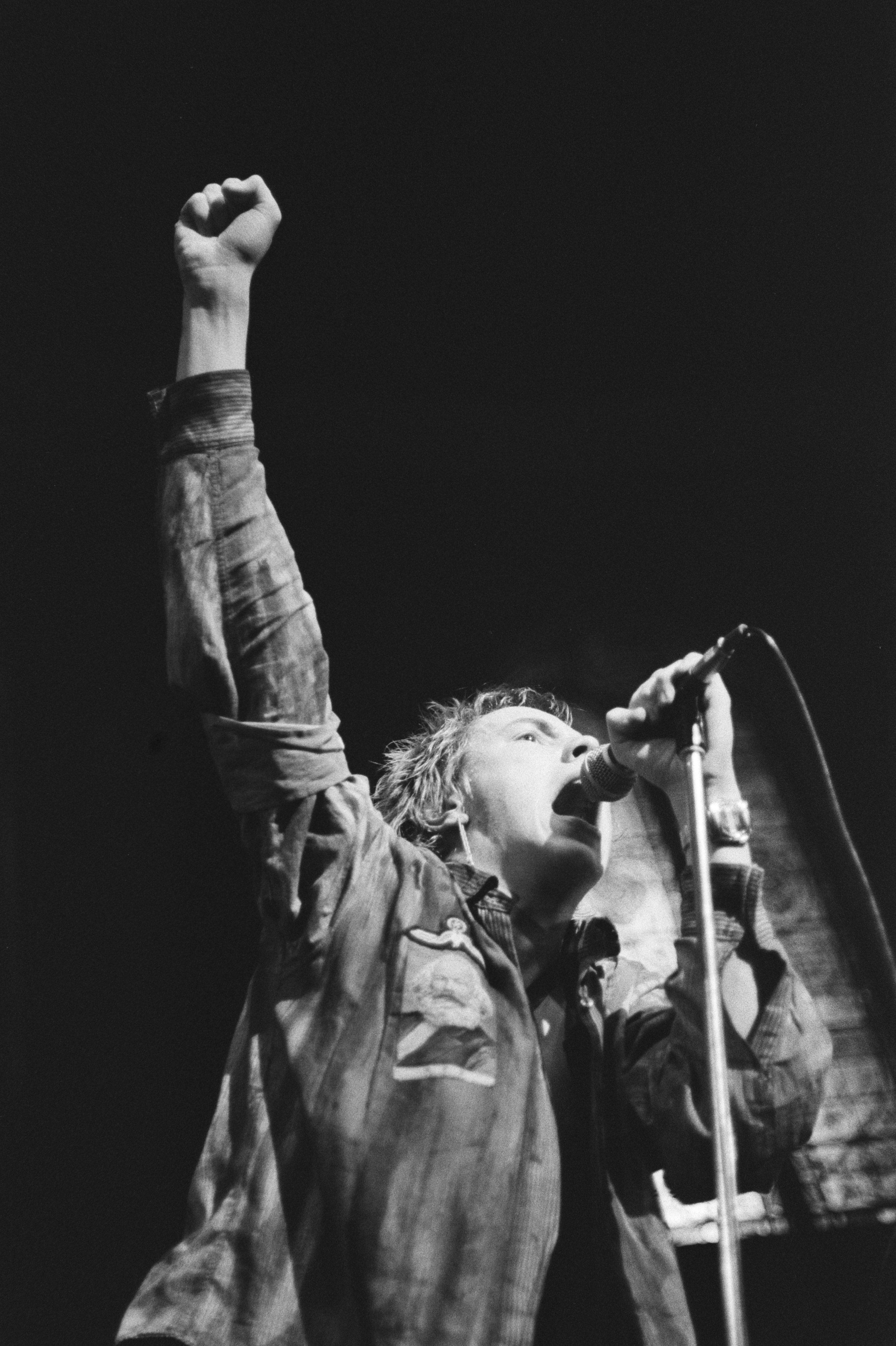
Johnny Rotten sur scène.

Le 10 mars 1977, à une cérémonie tenue à l'extérieur du palais de Buckingham, les Sex Pistols signent un contrat avec la maison de disques A&M Records. Ils retournent par la suite à leurs bureaux, afin de fêter leur contrat, mais le comportement du groupe dans les locaux de la nouvelle maison de disque choque la direction. Après cet incident, et ayant pris connaissance des paroles de la chanson God Save the Queen, A&M Records rompt son contrat dix jours seulement après avoir signé le groupe. Le 45 tours God Save the Queen à peine pressé est retiré du marché et Malcolm McLaren en profite pour demander à la maison de disques des dommages et intérêts. Contrairement à ce qu'il prétendra plus tard, il ne s'agit nullement d'une escroquerie, mais simplement d'argent dû par contrat, comme avec EMI en janvier. Le 45 tours d'A&M est aujourd'hui un des disques les plus chers sur le marché puisqu'il en est sorti en très peu d'exemplaires des usines de pressage, et destiné à la promotion : radios, journaux notamment.
Sid Vicious débute sur scène avec le groupe au Screen on the Green, à Londres, le 3 avril 1977. Dans les mois qui suivent, les Sex Pistols signent un nouveau contrat avec la maison de disques Virgin Records, qui devient leur troisième label en un peu plus de six mois. Le second single de la formation, enregistré en février avec Chris Thomas, sort le 27 mai 1977. Bien que God Save the Queen soit largement perçu comme une attaque envers la reine Élisabeth II, Johnny Rotten déclare que le morceau ne la vise pas personnellement, mais qu'il établit une critique de la royauté en général. Cependant, cette attaque est perçue comme celle de la monarchie britannique et provoque un désarroi général dans la population. Le single est par la suite interdit à la diffusion par la BBC. Rotten fera remarquer : « Nous avions déclaré la guerre au pays tout entier — sans le vouloir ! »
La célèbre pochette du single, montrant le visage de la reine Élisabeth II obstrué par le titre du morceau et le nom du groupe en lettres capitales, choque les copistes chargés de l'imprimer, ils arrêtent leur travail. Après discussion, la production reprend et le single sort comme prévu le 27 mai 1977. Les paroles scandalisent et sont considérées comme provocantes par l'opinion publique britannique. Plusieurs stations de radio et de télévision refusent de diffuser le morceau. En effet, la BBC, mais aussi toutes les autres chaînes de télévision en ont fait le titre britannique le plus censuré de tous les temps. Steve Jones déclare : « Je ne vois pas comment quelqu'un peut nous décrire comme un groupe politique. Je ne connais même pas le nom du premier ministre. » Le morceau, et son impact sur le public, font que le punk atteint la gloire au Royaume-Uni.

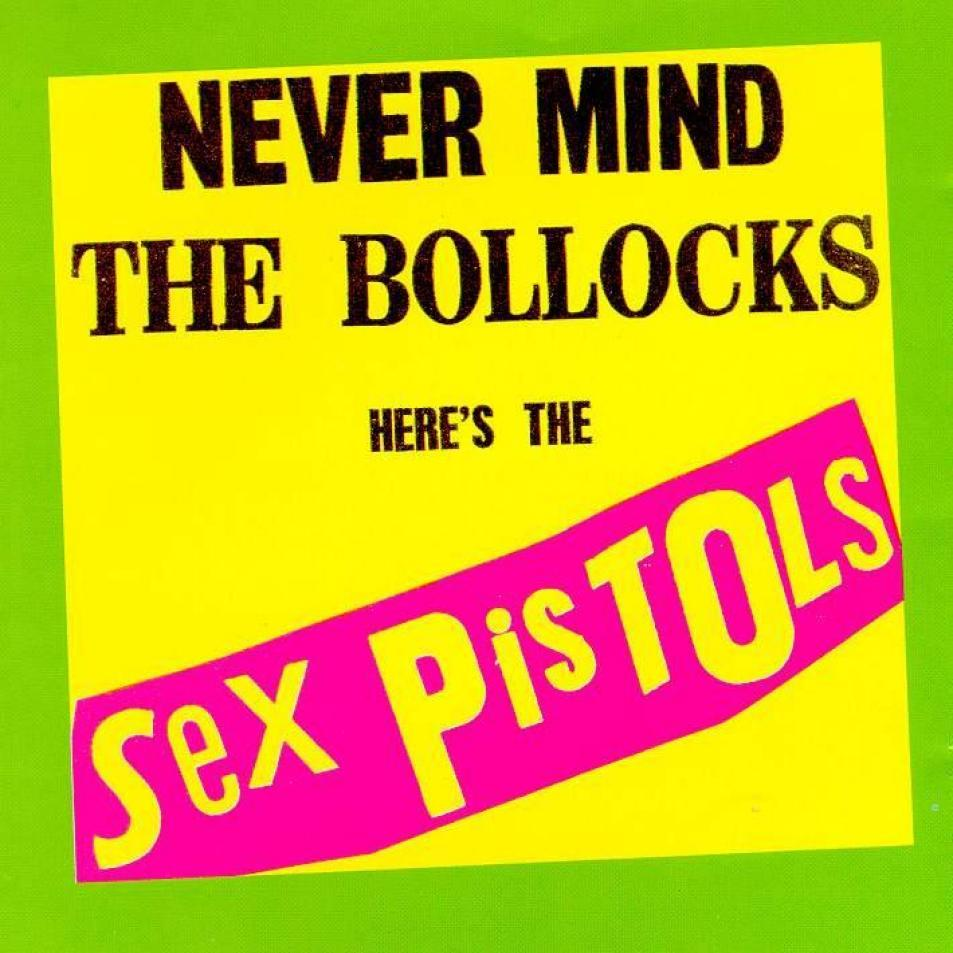
Never Mind the Bollocks, Here's the Sex Pistols

La sortie du single est planifiée de sorte qu'elle corresponde au plus près à la date de la cérémonie des vingt-cinq ans de règne d'Elisabeth II. Durant le week-end du jubilé de la reine, une semaine et demie après la sortie du single, 150 000 copies de God Save the Queen sont vendues. Le 7 juin 1977, Richard Branson, le PDG de Virgin Records réserve un bateau privé pour que le groupe puisse y jouer en naviguant sur la Tamise, en passant le long de Westminster et des chambres du Parlement. L'événement, qui est censé être une moquerie à l'égard de la reine, se termine dans le chaos. Beaucoup de membres de l'entourage du groupe, ainsi que Malcolm McLaren et Vivienne Westwood sont arrêtés par la police. Le journal Daily Mirror prédit par ailleurs la première place du single dans les charts. God Save the Queen se positionne finalement deuxième, derrière un titre de Rod Stewart. En juillet sort le second 45 tours Pretty Vacant, dont le clip vidéo sera diffusé à Top of the Pops à la demande de Richard Branson, et contre l'avis de McLaren. S'ensuit une tournée en Scandinavie durant quinze jours, ainsi qu'une tournée anglaise au mois d'août, que le groupe devra effectuer sous des noms d'emprunt, étant interdit de concert en Angleterre. Cette tournée s'appelle SPOTS (« Sex Pistols on Tour Secretly », en français : « Sex Pistols secrètement en tournée »). L'album Never Mind The Bollocks, Here's the Sex Pistols, annoncé par les singles Holidays in the Sun et Pretty Vacant, sort le 28 octobre 1977 et ne contient que des chansons originales. Pour en faire la promotion, le groupe reprend la route pour participer à des émissions radio en novembre, puis le mois suivant, pour une tournée aux Pays-Bas et enfin en Angleterre qui a fini par accepter de faire jouer le groupe. Le dernier concert anglais a lieu à Huddersfield devant des enfants de pompiers en grève dans l'après-midi (des extraits peuvent être vus dans le film de Julian Temple The Filth and the Fury), et le soir, le groupe refait une prestation devant un public adulte.
La tournée aux États-Unis qui suit est un fiasco, Johnny Rotten quitte le groupe après une prestation chaotique à San Francisco, dans une trop grande salle (Winterland) devant cinq-mille personnes, ce que le groupe n'était pas habitué à faire. La nouvelle tournée scandinave prévue en février avec Johnny Thunders and the Heartbreakers est donc annulée.
Durant leur carrière, les Sex Pistols effectuent une série de gestes provocants pour susciter des réactions d'indignation de la part de leurs détracteurs. Rotten / Lydon a posé pour le photographe Bob Gruen, avec une croix gammée accrochée à son pull-over tout en levant le bras droit à la verticale. Par la suite, pour les besoins de la vidéo Pretty Vacant, le chanteur arbore un t-shirt avec une nouvelle fois une représentation de la croix gammée, accompagnée de la mention « Détruisez » (Destroy). L'idée était de tirer un trait sur le passé, faire table rase de tout ce qui avait été fait par les générations précédentes, tout en attirant l'attention.

### Réunion et postérité
La formation originale des Sex Pistols se réunit en 1996 pour la tournée mondiale Filthy Lucre Tour. L'accès aux archives des membres associées à The Great Rock 'n' Roll Swindle facilitent la production du documentaire The Filth and the Fury (2000). Il est réalisé, comme pour son prédécesseur, par Julien Temple.
Les Sex Pistols se réunissent pour quelques concerts en Angleterre et aux Etats-Unis en 2002 et 2003. Le groupe fait ensuite une tournée américaine et britannique (Holidays in the Sun) en 2007,. En 2008, ils entreprennent une série de festivals européens, appelée tournée Combine Harvester Tour. Leur seule date française est au Festival des Terre-Neuvas. En août, après leur concert au festival néerlandais Lowlands, le directeur, Eric van Eerdenburg, considère la performance des Sex Pistols comme « navrante ». Cette même année, ils publient le DVD There'll Always Be An England, enregistré à la Brixton Academy, le 10 novembre 2007.
Le groupe signe avec Universal Music Group en 2012 pour la réédition de Never Mind the Bollocks. En juin 2015, les couvertures de l'album Nevermind the Bollocks et du single Anarchy in the U.K. habillent des cartes de crédit de la banque du groupe Virgin,.
En 2022, quelques jours avant la célébration des 70 ans de règne d'Élisabeth II, le single God Save the Queen est réédité. Le 4 juin, il devient no 1 des ventes au Royaume-Uni.

### Sex Pistols et Frank Carter (2024-2025)
Le 3 juin 2024, le groupe annonce une reformation provisoire : trois des membres fondateurs du groupe, Steve Jones, Paul Cook et Glen Matlock annoncent qu'ils se produiront avec le chanteur Frank Carter pour une série de deux concerts caritatifs au Bush Hall de Londres les 13 et 14 août 2024. L'argent récolté est destiné à aider à la préservation de cette salle, menacée de disparition. Le groupe annonce ensuite une tournée au Royaume-Uni, en septembre 2024, avec des concerts à Birmingham, Glasgow, Londres ou encore Manchester, toujours avec Frank Carter. En 2025, Sex Pistols et Frank Carter entament une tournée internationale, débutant fin mars par un concert au Royal Albert Hall de Londres, puis au Japon, en Nouvelle-Zélande et en Australie au mois d'avril, et en Europe, comme au Rock for People (Tchéquie), au Tons of Rock (Oslo) ou au Festival EXIT (Novi Sad, Serbie), en France à l'été 2025, au Vieilles Charrues, au Hellfest et au festival Ecaussystème. Le groupe annonce, fin mars, le début d'une tournée américaine, en septembre 2025.
La reformation du groupe avec Frank Carter suscite quelques contestations, notamment de la part de Johnny Rotten (alias John Lydon), chanteur originel du groupe, brouillé avec ses anciens camarades depuis quelques années. Il accuse la reformation du groupe d'être « juste du karaoké » et accuse également les autres membres du groupe de « détruire tout ce qui était bon dans les Pistols en supprimant le sens et la raison d’être ».

## Membres

### Membres Actuels
- Steve Jones : Guitare, Basse (en studio), Chœurs (1975–1978, 1996, 2002–2003, 2007–2008, depuis 2024)
- Paul Cook : Batterie (1975–1978, 1996, 2002–2003, 2007–2008, depuis 2024)
- Glen Matlock : Basse, Chœurs (1975–1977, 1996, 2002–2003, 2007–2008, depuis 2024)

### Ancien Membres
- John Lydon (Johnny Rotten) : Chant (1975–1978, 1996, 2002–2003, 2007–2008)
- Sid Vicious : Basse (1977–1978)

### Membres de Tournée
- Frank Carter : Chant (depuis 2024)

## Discographie

### Album studio
- 1977 : Never Mind The Bollocks, Here's the Sex Pistols

### Compilations & Live
- 1977 : Live in Trondheim 21st July 1977
- 1979 : The Great Rock 'n' Roll Swindle (BO du film éponyme)
- 1979 : Some Product: Carri on Sex Pistols (interviews et gingles radio)
- 1980 : Flogging a Dead Horse (compilation)
- 1992 : Kiss This
- 1996 : Filthy Lucre Live
- 2002 : Jubilee: The Best of
- 2004 : Raw and Live
- 2006 : Spunk (bootleg original de 1977)
- 2021 : 76-77 (Coffret 4CD inclus démos, instrumentaux, versions alternatives, live...)
- 2022 : The Original Recordings
- 2025 : Live in the USA 1978 (Concerts enregistrés les 5/01 à Atlanta, 10/01 à Dallas et 14/01 à San Francisco)

## Filmographie
- La Grande Escroquerie du Rock'n'roll, de Julien Temple sorti en 1980
- Sid et Nancy, un film d'Alex Cox (1986)
- L'Obscénité et la Fureur, la véritable histoire des Sex Pistols (The Filth and the Fury), film documentaire de Julien Temple, 2000, 110 min
- Never Mind the Bollocks, Here's the Sex Pistols, film documentaire sur l'album du même nom (2003).
- Pistol, mini-série télévisée en six épisodes (2022).